# Министерства Украины
Министерства Украины — государственные органы, координируемые Кабинетом министров и управляющие отдельными государственными сферами деятельности.

На май 2022 года на Украине действуют 17 министерств.

## Министерство внутренних дел Украины
укр. Міністерство внутрішніх справ України — занимается вопросами формирования и реализации государственной политики в сфере защиты прав и свобод граждан, интересов общества и государства от противоправных посягательств.

Глава министерства: Монастырский Денис Анатольевич — Министр внутренних дел Украины.

## Министерство здравоохранения Украины
укр. Міністерство охорони здоров'я України — обеспечивает формирование и реализацию государственной политики в сфере здравоохранения, контроля качества и реализации лекарственных средств и медицинских изделий, санитарного и эпидемиологического благополучия населения, противодействия социально опасным заболеваниям, осуществляет контроль производства медицинских иммунобиологических, наркотических, психотропных препаратов и противодействует их незаконному обороту.

Глава министерства: Ляшко Виктор Кириллович — Министр здравоохранения Украины.

## Министерство иностранных дел Украины
укр. Міністерство закордонних справ України — осуществляет внешнеполитическую деятельность от лица государства.

Глава министерства: Кулеба Дмитрий Иванович — Министр иностранных дел Украины.

## Министерство инфраструктуры Украины
укр. Міністерство інфраструктури України — осуществляет формирование и реализацию государственной политики в сферах транспортного сообщения, использования воздушного пространства Украины, метрополитенов, дорожного хозяйства, оказания услуг почтовой связи, обеспечения безопасности движения, навигационно-гидрографического обеспечения судоходства, торгового мореплавания.

Глава министерства: Кубраков Александр Николаевич — Министр инфраструктуры Украины.

## Министерство культуры и информационной политики Украины
укр. Міністерство культури та інформаційної політики України — осуществляет формирование и реализацию государственной политики в сфере культуры, охраны культурного наследия, государственной языковой политики, кинематографа и прочих искусств. Занимается вопросами в сфере межнациональных отношений, религии и защиты прав национальных меньшинств Украины.

Глава министерства: Ткаченко Александр Владиславович — Министр культуры Украины.

## Министерство молодёжи и спорта Украины
укр. Міністерство молоді та спорту України — обеспечивает формирование и реализацию государственной политики в молодёжной сфере, сфере физической культуры и спорта.

Глава министерства: Гутцайт Вадим Маркович — Министр молодежи и спорта Украины.

## Министерство обороны Украины
укр. Міністерство оборони України — осуществляет реализацию государственной политики в сфере обороны.

Глава министерства: Резников Алексей Юрьевич — Министр обороны Украины.

## Министерство образования и науки
укр. Міністерство освіти і науки — реализует государственную политику в сфере образования и науки.

Глава министерства: Мандзий Любомира Степановна — вр. и. о. Министра образования и науки Украины.

## Министерство по вопросам реинтеграции временно оккупированных территорий
укр. Міністерство з питань тимчасово окупованих територій та внутрішньо переміщених осіб України — осуществляет формирование и реализацию государственной политики по вопросам АР Крым, города Севастополя и отдельных районов Луганской и Донецкой областей.

Глава министерства: Резников Алексей Юрьевич — Вице премьер-министр Украины, Министр по вопросам временно оккупированных территорий Украины.

## Министерство по делам ветеранов Украины
укр. Міністерство у справах ветеранів України — осуществляет социальную защиту ветеранов.

Глава министерства: Бессараб Сергей Борисович — Министр по делам ветеранов Украины.

## Министерство развития экономики, торговли и сельского хозяйства Украины
укр. Міністерство розвитку економіки, торгівлі та сільського господарства України — формирует и реализует государственную политику в сфере экономики и торговли.
Глава министерства: Петрашко Игорь Ростиславович — Министр развития экономики, торговли и сельского хозяйства Украины.

## Министерство развития общин и территорий
укр. Міністерство розвитку громад та територій України — обеспечивает формирование и реализацию государственной жилищной политики и политики в сфере строительства, архитектуры, градостроительства и жилищно-коммунального хозяйства.

Глава министерства: Чернышов Алексей Михайлович — Министр развития общин и территорий Украины.

## Министерство социальной политики
укр. Міністерство соціальної політики — обеспечивает формирование и реализацию государственной политики в сфере труда и социальной сфере.

Глава министерства: Лазебная Марина Владимировна — Министр социальной политики Украины.

## Министерство финансов
укр. Міністерство фінансів — обеспечивает проведение единой государственной финансовой, бюджетной, налоговой политики.

Глава министерства: Марченко Сергей Михайлович — исполняющий обязанности Министра финансов Украины.

## Министерство цифровой трансформации Украины
Основано 2 сентября 2019 года.
укр. Міністерство цифрової трансформації України — ответственен за внедрение правительственной политики в сфере электронного управления, информатизации, развития информационного общества, формирование и использование национальных электронных информационных ресурсов, цифровизацию органов государственной власти.

Глава министерства: Фёдоров Михаил Альбертович — Министр цифровой трансформации Украины.

## Министерство энергетики и защиты окружающей среды Украины
укр. Міністерство енергетики та захисту довкілля України — обеспечивает формирование и реализацию государственной политики по вопросам электроэнергетики, атомной энергетики, нефтегазовой и угольной промышленности.

Глава министерства: Буславец Ольга Анатольевна — и.о. Министра энергетики и защиты окружающей среды Украины.

## Министерство юстиции
укр. Міністерство юстиції — обеспечивает формирование и реализацию государственной правовой политики.

Глава министерства: Малюська Денис Леонтьевич — Министр юстиции Украины.